# Kanton Argenteuil-Est
Kanton Argenteuil-Est (fr. Canton d'Argenteuil-Est) byl francouzský kanton v departementu Val-d'Oise v regionu Île-de-France. Tvořila ho pouze východní část města Argenteuil. Zrušen byl po reformě kantonů 2014.